# Seznam del El Greca
El Greco (1541–1614) je bil na Kreti rojen slikar, kipar in arhitekt španske renesanse. El Greco je leta 1567 zapustil svoj rojstni kraj in odšel v Benetke, kamor se nikoli več ni vrnil. El Grecova tri leta v Benetkah so močno vplivala na njegov slog. Leta 1577 je emigriral v Toledo v Španiji, kjer je živel in delal do konca svojega življenja.
El Grecova umetniška dela tako delimo na tri glavna obdobja:
- Dela, ki jih je naslikal, ko je bil še na Kreti
- Dela, ki jih je naslikal, ko je bil še v Benetkah in Rimu
- Dela, ki jih je naslikal, ko je bil še v Toledu

El Greco je bil v glavnem slikar, vendar so mu pripisali tudi nekaj kipov, vključno z Epimetej in Pandora. Ta dvomljiva atribucija temelji na pričevanju Pacheca, ki je trdil, da je v njegovem ateljeju videl vrsto voščenih, štukaturnih in lesenih figuric, vendar so bili to morda modeli, podobni tistim, ki so jih uporabljali v italijanskih delavnicah (kot je tisti, ki ga je imel sam El Greco ustvarjene v Italiji). Ilustrirane figure spominjajo na nekatere akte na El Grecovih slikah v svojih podolgovatih proporcih, toda njihov naturalizem in poudarjena muskulatura moške figure nekateri raziskovalci menijo, da sta za El Greca presenetljiva. Med ohranjenimi El Grecovimi deli so štiri risbe; tri od njih so pripravljalna dela za oltarno sliko Santo Domingo el Antiguo, četrta pa študija za eno od njegovih slik, Križanje.

## Seznam izbranih del
V času El Grecove smrti je njegova last vključevala 115 slik, 15 skic in 150 risb. Leta 1908 je Manuel B. Cossio, ki je menil, da je El Grecov slog odgovor na španski misticizem, izdal prvi obsežen katalog njegovih del. Leta 1937 je zelo vplivna študija umetnostnega zgodovinarja Rodolfa Pallucchinija povzročila močno povečanje javno sprejetih del El Greca. Palluchini je El Grecu pripisal majhen triptih v galeriji Estense v Modeni na podlagi podpisa na sliki na hrbtni strani osrednje plošče. Obstajalo je soglasje, da je bil triptih res zgodnje delo El Greca, zato je Pallucchinijeva objava postala merilo za pripisovanje umetniku. Posledično je bilo približno 119 spornih kompozicij (vključno z 19 'podpisanimi') pripisanih El Grecu. Kljub temu je ta 'prekomerna produkcija' El Grecovih del povzročila odziv drugih učenjakov. Zanikali so, da bi imel modenski triptih kakršno koli povezavo z umetnikom, in izdelali reaktiven katalog raisonné iz leta 1962 z močno zmanjšanim korpusom materialov. Medtem ko je umetnostni zgodovinar José Camón Aznar El Grecu pripisal med 787 in 829 slik, je Wethey število zmanjšal na 285 avtentičnih del. Halldor Sœhner, nemški raziskovalec španske umetnosti, jih je priznal le 137.ref name="CormackTaz">Cormack-Vassilaki, The Baptism of Christ
* M. Tazartes, El Greco, 70</ref> Oba, Wethey in Sœhner, sta v svojih katalogih razdelila dela na tista, ki jih je naslikal El Greco, in tista, ki jih je izdelala njegova delavnica.
Od leta 1962 so odkritje Marijinega vnebovzetja in obsežne arhivske raziskave postopoma prepričale znanstvenike, da Wetheyjeve ocene niso nesporne in da so njegove kataloške odločitve morda izkrivile celotno naravo El Grecovega izvora, razvoja in opusa. Odkritje Marijinega vnebovzetja je privedlo do tega, da so El Grecu pripisali tri podpisana »Doménicosova« dela (triptih iz Modene, sv. Luka, ki slika Devico z otrokom in čaščenje Treh kraljev), nato pa so več del sprejeli kot verodostojna, nekaj podpisanih, nekaj ne, ki so jih uvrstili v skupino zgodnjih del El Greca. Leta 2006 je bilo El Grecu končno pripisano še eno sporno delo, Kristusov pasijon — Pietà z angeli. Slika je bila fotografirana tik preden je bil podpis odstranjen; Nano Chatzidakis, kustos razstave Britanske knjižnice in profesor bizantinske umetnosti in arheologije na Univerzi v Ioannini, je izkopal restavratorjevo fotografijo.
Danes je število El Grecovih del ocenjeno na približno 500. Kljub temu nekateri spori o točnem številu El Grecovih avtentičnih del ostajajo nerazrešeni, status Wetheyjevega (še vedno zelo cenjenega) kataloga pa je v središču teh nesoglasij. Kvantitativno se nesoglasja nanašajo predvsem na konec in ne na začetek njegove kariere. Jasno je, da je njegov sin še več let po umetnikovi smrti prodajal 'El Grecos', v svojih poznejših letih pa je imel veliko delavnico, ki je, tako kot pri drugih pomembnih umetnikih tistega obdobja, proizvajala ponovitve številnih njegovih kompozicij. Identifikacija teh in odločitev o tem, koliko je bil poveljnik vpleten, če sploh, v vsakem primeru, ostaja nedorečeno.
To je nekaj El Grecovih najpomembnejših slik:

### Obdobje na Kreti (ok. 1567)
| Slika | Naslov                          | Datacija        | Tehnika                       | Velikost (см)     | Lokacija                                          | Opomba |
| ----- | ------------------------------- | --------------- | ----------------------------- | ----------------- | ------------------------------------------------- | ------ |
|       | Čaščenje Treh kraljev           | ok. 1565 — 1567 | les, tempera in zlati lističi | 40 × 45           | Benaki Museum, Atene                              |        |
|       | Čaščenje Treh kraljev           | ok. 1565 — 1567 | olje na platnu                | 45 × 52           | Museum of Lazaro Galdiano, Madrid                 |        |
|       | Čaščenje Treh kraljev           | ok. 1565 — 1567 | olje na platnu                |                   | privatna zbirka                                   |        |
|       | Sv. Luka slika Marijo z otrokom | ok. 1567        | les, tempera in zlati lističi | 41,6 × 33         | Benaki Museum, Atene                              |        |
|       | Marijina smrt                   | 1565–1566       | les, tempera in zlati lističi | 61,4 × 45         | Sveta stolnica Marijinega vnebovzetja, Ermoupolis |        |
|       | Zdravljenje slepega             | 1567            | olje na platnu                | 65,5 × 84         | Old Masters Gallery, Dresden                      |        |
|       | Triptih iz Modene               | ok. 1567—1569   | Tempera na les                | 37 × 23,8 24 × 18 | Estense Gallery, Modena                           |        |

### Italijansko obdobje (1567–1577)
| Slika | Naslov                                 | Datacija        | Tehnika         | Velikost (см) | Lokacija                                                                 | Opomba |
| ----- | -------------------------------------- | --------------- | --------------- | ------------- | ------------------------------------------------------------------------ | ------ |
|       | Sveti Frančišek prejema stigme         | ok. 1567 – 1570 | olje na les     | 40,9 × 53,3   | Accademia Carrara di Belle Arti di Bergamo, Bergamo                      |        |
|       | Zadnja večerja                         | 1568 –1568      | olje na les     | 43 × 52       | Pinacoteca Nazionale di Bologna, Bologna                                 |        |
|       | Čaščenje Treh kraljev                  | ok. 1569 — 1570 | olje na platnu  | 63,5 × 76     | Willumsens Museum, Frederikssund, Danska                                 |        |
|       | Očiščenje templja                      | ok. 1570        | olje na les     | 64,5 × 83,2   | National Gallery of Art, Washington D.C.                                 |        |
|       | Beg v Egipt                            | 1570            | olje na les     | 15,9 × 21,6   | Muzej Prado, Madrid                                                      |        |
|       | Oznanjenje                             | 1570            | olje na les     | 26,7 × 20     | Prado, Madrid                                                            |        |
|       | Čaščenje pastirjev                     | 1570 – 1572     | olje na platnu  | 114 × 104,5   | private collection                                                       |        |
|       | Čaščenje Treh kraljev                  | 1570            | olje na platnu  |               | San Diego Museum of Art                                                  |        |
|       | Sveti Frančišek prejema stigme         | 1570            | olje na platnu  | 28,8 × 20,6   | Art Museum of the Paliard Foundation, Naples Capodimonte Museum, Neapelj |        |
|       | Gora Sinaj                             | c. 1570         | olje na platnu  | 41 × 47,5     | Zgodovinski muzej Krete, Heraklion                                       |        |
|       | Očiščenje templja                      | ok. 1570        | olje na platnu  | 116,8 × 149,8 | Minneapolis Institute of Art, Minneapolis                                |        |
|       | Pravljica                              | 1570 — 1575     | olje na les     | 50,5 × 63,6   | Prado, Madrid                                                            |        |
|       | Pokopavanje Kristusa                   | 1570 — 1576     | olje na les     | 51 × 43       | National Art Gallery, Atene                                              |        |
|       | Portret Giulia Clovia                  | ok. 1571        | olje na les     | 58 × 86       | Capodimonte Museum, Neapelj                                              |        |
|       | Fant piha v žerjavico, da prižge svečo | 1571 – 1572     | olje na platnu  | 60,5 × 50,5   | Capodimonte Museum, Neapelj                                              |        |
|       | Portret Vincenza Anastagija            | 1571 – 1576     | olje na platnu  | 188 × 126,7   | Frick Collection, New York                                               |        |
|       | Pieta                                  | 1571 — 1576     | Tempera on wood | 28,9 × 20     | Philadelphia Museum of Art, Filadelfija                                  |        |
|       | Portret Charlesa de Guise              | ok. 1572        | olje na platnu  | 178,5 × 94,5  | Kunsthaus Zürich, Zürich, Švica                                          |        |
|       | Kristus na križu                       | 1573            | olje na platnu  | 43 × 28       | Barbara Pyasetskaya-Johnson Collection, Princeton                        |        |
|       | Zdravljenje slepega                    | ok. 1573        | olje na platnu  | 50 × 61       | Parma National Gallery, Parma, Italija                                   |        |
|       | Oznanjenje                             | 1575 – 1576     | olje na platnu  | 117 × 98      | Thyssen-Bornemisza Museum, Madrid                                        |        |

- zgodnja 1570-ta Objokovanje[9]

### Špansko obdobje (1577–1614)
| Slika | Naslov | Datacija        | Tehnika        | Velikost (см) | Lokacija                                                                            | Opomba |
| ----- | --- | --------------- | -------------- | ------------- | ----------------------------------------------------------------------------------- | ------ |
|       | Sveta Trojica | 1577 - 1578     | olje na platnu |               | Prado, Madrid                                                                       |        |
|       | Portret kiparja | 1576 – 1578     | olje na platnu | 94 × 87       | privatna zbirka                                                                     |        |
|       | Spokornica Magdalena | 1576 – 1578     | olje na platnu | 164 × 121     | Museum of Fine Arts, Budimpešta                                                     |        |
|       | Sveti Boštjan | 1576 – 1579     | olje na platnu | 191 × 152     | stolnica Palencia, Palencia, Španija                                                |        |
|       | Oltarna slika Santo Domingo el Antiguo (9 slik)                                                                                              | 1577            | olje na platnu |               | Samostan sv. Dominika iz Silosa (3), Art Institute of Chicago (1), Prado] (1)       |        |
|       | Vizija svetega Lovrenca o Mariji z otrokom                                                                                                   | 1577            | olje na platnu | 119 × 102     | College of Nosa Señora da Antiga, Monforte de Lemos, Španija                        |        |
|       | Čaščenje Jezusovega imena | 1577 – 1579     | olje na platnu | 140 × 110     | El Escorial, Španija                                                                |        |
|       | Prijetje Kristusa (El Espolio) | 1577 – 1579     | olje na platnu | 285 × 173     | stolnica v Toledu, Toledo                                                           |        |
|       | Marijino vnebovzetje del oltarja Santo Domingo el Antiguo                                                                                    | 1577-1579       | olje na platnu | 403,2 × 211,8 | Art Institute of Chicago, Chicago                                                   |        |
|       | Sveti Bernard | ok. 1577 –1679  | olje na platnu | 116 × 79,5    | Ermitaž, Sankt Peterburg                                                            |        |
|       | Sveti Frančišek Asiški | 1580            | olje na platnu | 138 × 56      | Museum of Santa Cruz, Toledo                                                        |        |
|       | Sveti Frančišek v ekstazi | 1580            | olje na platnu | 89 × 57       | Lázaro Galdiano Museum, Madrid                                                      |        |
|       | Sveti Anton Padovanski | 1580            | olje na platnu | 104 × 79      | Prado, Madrid                                                                       |        |
|       | Plemič z roko na svojem šahu | ok. 1580        | olje na platnu | 81,8 × 65,8   | Prado, Madrid                                                                       |        |
|       | Kristus nosi križ | c.1580          | olje na platnu | 105 × 79      | Metropolitan Museum of Art, New York                                                |        |
|       | Ekstaza svetega Frančiška Asiškega | c.1580          | olje na platnu | 106 × 79      | Diocesan Museum, Siedlce, Poljska                                                   |        |
|       | Mučeništvo svetega Mavricija | 1580 – 1582     | olje na platnu | 445 × 294     | El Escorial, Španija                                                                |        |
|       | Solze svetega Petra | c.1580 – 1589   | olje na platnu | 109 × 90      | Bowes Museum, Co Durham, Anglija                                                    |        |
|       | Portret zdravnika | 1582 – 1585     | olje na platnu | 95 × 82       | Prado, Madrid                                                                       |        |
|       | Sveti Frančišek prejema stigme | 1585 – 1590     | olje na platnu | 97 × 102      | Walters Art Museum, Baltimore, Maryland                                             |        |
|       | Brezmadežno spočetje s sv. Janezom Evangelistom                                                                                              | ok. 1585        | olje na platnu | 237 × 118     | Museum of Santa Cruz, Toledo                                                        |        |
|       | Pogreb grofa Orgaza | 1586            | olje na platnu | 480 × 360     | Cerkev Santo Tomé, Toledo                                                           |        |
|       | Portrait of a Gentleman | ok. 1586        | olje na platnu | 67 × 55       | Prado, Madrid                                                                       |        |
|       | Sveta družina | 1586 – 1588     | olje na platnu | 178 × 105     | Museum of Santa Cruz, Toledo                                                        |        |
|       | Sveto Jezusovo obličje (Tančica svete Veronike)                                                                                              | 1586 – 1595     | olje na platnu | 71 × 54       | Prado, Madrid                                                                       |        |
|       | Sveti Peter in Sveti Pavel | 1587 – 1592     | olje na platnu | 121,5 × 105   | Ermitaž, Sankt Peterburg, Rusija                                                    |        |
|       | Solze svetega Petra | ok. 1587 – 1596 | olje na platnu | 96,5 × 79     | Museo Soumaya, Ciudad de Mexico                                                     |        |
|       | Portret Rodriga Vázqueza de Arce | 1587 – 1597     | olje na platnu | 62,5 × 42     | Prado, Madrid                                                                       |        |
|       | Portret starejšega moškega | 1587 – 1600     | olje na platnu | 46 × 43       | Prado, Madrid                                                                       |        |
|       | Agonija v vrtu | 1590            | olje na platnu | 103 × 131     | Narodna galerija, London                                                            |        |
|       | Kristus na križu, ki ga častita dva darovalca                                                                                                | ok. 1590        | olje na platnu | 260 × 171     | Louvre, Pariz                                                                       |        |
|       | Solze sv. Petra | ok. 1590        | olje na platnu | 102 × 79,5    | National Museum of Art, Architecture and Design, Oslo                               |        |
|       | Kristus nosi križ | 1590 – 1595     | olje na platnu | 106 × 69      | National Museum of Art of Catalonia, Barcelona                                      |        |
|       | Sveti Peter in Sveti Pavel | 1590 – 1600     | olje na platnu | 116 × 91,8    | National Museum of Art of Catalonia, Barcelona                                      |        |
|       | Sveti Ludvik IX. | 1592 – 1595     | olje na platnu | 120 × 96      | Louvre, Pariz                                                                       |        |
|       | Sveta Marija | ok. 1594 – 1604 | olje na platnu | 53 × 37       | Musée des Beaux-Arts de Strasbourg, Strasbourg                                      |        |
|       | Sveta družina s sv. Ano | c.1595          | olje na platnu | 127 × 106     | Hospital of Tavera, Toledo                                                          |        |
|       | Sveti Andrej in Sveti Frančišek | 1595 – 1598     | olje na platnu | 167 × 113     | Prado, Madrid                                                                       |        |
|       | Portret Antonia de Covarrubiasa | 1595 – 1600     | olje na platnu | 65 × 52       | Louvre, Pariz                                                                       |        |
|       | Portret starca (tako imenovani avtoportret)                                                                                                  | 1595 – 1600     | olje na platnu | 52,7 × 46,7   | Metropolitan Museum of Art, New York                                                |        |
|       | Očiščenje templja | 1595 – 1600     | olje na platnu | 41,9 × 52,4   | Frick Collection, New York                                                          |        |
|       | Pogled na Toledo | 1596 – 1600     | olje na platnu | 121,3 × 108,6 | Metropolitan Museum of Art, New York                                                |        |
|       | Oltarna slika Doña María de Aragón (7 slik - Vstajenje, Križanje, Binkošti, Češčenje pastirjev, Oznanjenje, Kristusov krst, Izgubljeno delo) | 1596-1599       | olje na platnu | various       | Prado, Madrid (5), National Museum of Art of Romania, Bukarešta (1), izgubljena (1) |        |
|       | Alegorija kamaldolskega reda | 1597            | olje na platnu | 138 × 108     | Museo del Patriarca, Valencia, Španija                                              |        |
|       | Devica Marija | 1597            | olje na platnu | 52 × 41       | Prado, Madrid                                                                       |        |
|       | Sveti Jožef in otrok Kristus | 1597 – 1599     | olje na platnu | 289 × 147     | Stolnica v Toledu, Toledo                                                           |        |
|       | Sveti Martin in berač | ok. 1597 – 1599 | olje na platnu | 193,5 × 103   | National Gallery of Art, Washington D. C.                                           |        |
|       | Kristus nosi križ | 1597 – 1600     | olje na platnu | 108 × 78      | Prado, Madrid                                                                       |        |
|       | Portret Jorgeja Manuela Theotocopulija | 1597 – 1603     | olje na platnu | 81 × 56       | Museum of Fine Arts of Seville, Sevilja                                             |        |
|       | Sveti Ildefonz | 1597 – 1603     | olje na platnu | 187 × 102     | Capilla Mayor del Hospital de la Caridad de Illescas, Toledo                        |        |
|       | Sveti Avguštin | 1597 – 1603     | olje na platnu | 140 × 56      | Museum of Santa Cruz, Toledo                                                        |        |
|       | Sveti Janez Krstnik | 1597 – 1603     | olje na platnu | 111 × 66      | Fine Arts Museums of San Francisco                                                  |        |
|       | Devica usmiljenja | 1597 – 1603     | olje na platnu | 184 × 124     | Capilla Mayor del Hospital de la Caridad de Illescas, Toledo                        |        |
|       | Agonija v vrtu | 1597 – 1607     | olje na platnu | 169 × 112     | Santa Maria la Mayor, Andujar                                                       |        |
|       | Oznanjenje | 1600            | olje na platnu | 107 × 74      | São Paulo Museum of Art, São Paulo                                                  |        |
|       | Kristus odganja menjalce iz templja | 1600            | olje na platnu | 106 × 130     | Narodna galerija, London                                                            |        |
|       | Alegorija kamaldolskega reda | c.1600          | olje na lesu   | 124 × 90      | Instituto Valencia of Don Juan, Madrid                                              |        |
|       | Portret Diega de Covarrubiasa y Leyve | ok. 1600        | olje na les    | 68 × 57       | El Greco Museum, Toledo                                                             |        |
|       | Portret kardinala (morda Fernando Niño de Guevara)                                                                                           | ok. 1600        | olje na platnu | 67,2 × 42,5   | Metropolitan Museum of Art, New York                                                |        |
|       | Sveti Janez Evangelist in sveti Frančišek | c.1600          | olje na platnu | 110 × 86      | galerija Uffizi, Firence                                                            |        |
|       | Portret mladega plemiča | 1600 – 1605     | olje na platnu | 65 × 49       | Prado, Madrid                                                                       |        |
|       | sveti Janez Krstnik | 1600 – 1605     | olje na platnu | 103 × 62      | Museu de Belles Arts de València                                                    |        |
|       | Oznanjenje | 1600 – 1605     | olje na platnu | 128 premer    | Capilla Mayor del Hospital de la Caridad de Illescas, Toledo                        |        |
|       | veti Janez Krstnik in sveti Janez Evangelist                                                                                                 | 1600 – 1610     | olje na platnu | 110 × 86      | Prado, Madrid                                                                       |        |
|       | Kristus (serija Toledo) | c.1602 – 1607   | olje na platnu | 98 × 78       | stolnica v Toledu                                                                   |        |
|       | Sveti Luka (serija Toledo) | 1602 – 1605     | olje na platnu | 100 × 76      | stolnica v Toledu                                                                   |        |
|       | Sveti Jakob Mali (serija Toledo) | 1602 – 1607     | olje na platnu | 98 × 78       | stolnica v Toledu                                                                   |        |
|       | Sveti Peter (serija Toledo) | 1602 – 1607     | olje na platnu | 98 × 78       | stolnica v Toledu                                                                   |        |
|       | Sveti Andrej (serija Toledo) | 1602 – 1607     | olje na platnu | 98 × 78       | stolnica v Toledu                                                                   |        |
|       | Sveti Matej (serija Toledo) | 1602 – 1607     | olje na platnu | 98 × 78       | stolnica v Toledu                                                                   |        |
|       | Sveti Tadej (Sveti Juds) (serija Toledo) | 1602 – 1607     | olje na platnu | 98 × 78       | stolnica v Toledu                                                                   |        |
|       | Sveti Bernardin iz Siene | 1603            | olje na platnu | 269 × 144     | El Greco Museum, Toledo, (Last Prada, Madrid)                                       |        |
|       | Kronanje Device | 1603 – 1605     | olje na platnu | 163 × 220     | Capilla Mayor del Hospital de la Caridad de Illescas, Toledo                        |        |
|       | Rojstvo | 1603 – 1605     | olje na platnu | 128 premer    | Capilla Mayor del Hospital de la Caridad de Illescas, Toledo                        |        |
|       | Marijina poroka | 1603 – 1607     | olje na platnu | 110 × 83      | [National Museum of Art of Romania, Bukarešta                                       |        |
|       | Portret neznanega gospoda | 1603 – 1607     | olje na platnu | 64 × 51       | Prado, Madrid                                                                       |        |
|       | Brezmadežno spočetje | 1607 – 1613     | olje na platnu | 348 × 174.5   | Museum of Santa Cruz, Toledo                                                        |        |
|       | Koncert Angelov | 1608            | olje na platnu | 112 × 205     | National Gallery, Atene                                                             |        |
|       | Sveti Peter | 1608            | olje na platnu | 207 × 105     | El Escorial, Španija                                                                |        |
|       | Pogled na Toledo z načrtom | ok. 1608        | olje na platnu | 132 × 228     | El Greco Museum, Toledo                                                             |        |
|       | Jezusov krst | 1608 – 1614     | olje na platnu | 330 × 221     | Tavera Hospital, Toledo                                                             |        |
|       | Odrešenik (serija Almadrones) | 1608 – 1614     | olje na platnu | 72 × 55       | Prado, Madrid                                                                       |        |
|       | Sveti Tomaž apostol (serija Almadrones) | 1608 – 1614     | olje na platnu | 72 × 55       | Prado, Madrid                                                                       |        |
|       | Sveti Jakob starejši (serija Almadrones) | 1608 – 1614     | olje na platnu | 72 × 55       | Prado, Madrid                                                                       |        |
|       | Odprtje petega pečata (Peti pečat apokalipse, Vizija svetega Janeza)                                                                         | 1608 – 1614     | olje na platnu | 224,8 × 199,4 | Metropolitan Museum of Art, New York                                                |        |
|       | Oznanjenje | 1609            | olje na platnu | 294 × 204     | privatna zbirka, Madrid                                                             |        |
|       | Portret Fray Hortensio Félix Paravacino | 1609            | olje na platnu | 112,1 × 86,1  | [Museum of Fine Arts, Boston                                                        |        |
|       | Portret Juana Pardo de Tavera | 1609            | olje na platnu | 103 × 82      | Tavera Hospital, Toledo                                                             |        |
|       | Sveti Hieronim | 1609            | olje na platnu | 108 × 87      | Metropolitan Museum of Art, New York                                                |        |
|       | Sveti Ildefons | 1609            | olje na platnu | 222 × 105     | El Escorial, Španija                                                                |        |
|       | Sveti Janez Evangelist | 1609            | olje na platnu | 90 × 77       | Prado, Madrid                                                                       |        |
|       | Sveti Frančišek in brat Leo | 1609            | olje na platnu | 155 × 100     | College of Nosa Señora da Antiga, Monforte de Lemos                                 |        |
|       | Kristus odganja menjalce iz templja | 1609            | olje na platnu | 106 × 104     | San Ginés, Madrid                                                                   |        |
|       | Portret Jerónima de Cevallosa | 1609 – 1613     | olje na platnu | 65 × 55       | Prado, Madrid                                                                       |        |
|       | Obiskovanje | 1609 – 1613     | olje na platnu | 98 × 72       | Dumbarton Oaks, Washington D. C.                                                    |        |
|       | Laokoont | 1610 – 1614     | olje na platnu | 142 × 193     | National Gallery of Art, Washington D. C.                                           |        |
|       | Portret Francisca iz Pise | 1610 – 1614     | olje na platnu | 107 × 90      | Kimbell Art Museum, Fort Worth                                                      |        |
|       | Sveti Luka (serija Almadrones) | 1610 – 1614     | olje na platnu | 72 × 59       | Indianapolis Museum of Art, Indianapolis                                            |        |
|       | Sveti Matej (serija Almadrones) | ok. 1610 – 1614 | olje na platnu | 72 × 59       | Indianapolis Museum of Art, Indianapolis                                            |        |
|       | Sveti Simon (serija Almadrones) | c. 1610 – 1614  | olje na platnu | 72 × 59       | Indianapolis Museum of Art, Indianapolis                                            |        |
|       | Sveti Pavel (serija Almadrones) | ok. 1610 – 1614 | olje na platnu | 72 × 55       | Prado, Madrid                                                                       |        |
|       | Sveti Andrej (serija Almadrones) | c. 1610 – 1614  | olje na platnu | 72 × 55       | Los Angeles County Museum of Art, Los Angeles                                       |        |
|       | Sveti Janez Evangelist (serija Almadrones)                                                                                                   |                 | olje na platnu |               | Kimbell Art Museum, Fort Worth, Texas                                               |        |
|       | Sveti Boštjan | ok. 1610 – 1614 | olje na platnu | 201,5 × 111,5 | Prado, Madrid                                                                       |        |
|       | Apostolado (El Greco museum) (13 slik) | 1610 – 1614     | olje na platnu | all 97 × 77   | El Greco Museum, Toledo, Toledo                                                     |        |
|       | Kristus na križu s pogledom na Toledo | 1610 – 1614     | olje na platnu | 104.1 x 61.9  | Cincinnati Art Museum, Cincinnati                                                   |        |
|       | Čaščenje pastirjev | 1612 – 1614     | olje na platnu | 319 × 180     | Prado, Madrid                                                                       |        |
|       | Julián Romero in sveti Julian | 1612 – 1614     | olje na platnu | 206,7 × 127,5 | Prado, Madrid                                                                       |        |
|       | Oznanjenje | 1614            | olje na platnu | 152 × 99      | Diocese Museum, Sigüenza                                                            |        |

- ok. 1582–1586 Sveta Marija Magdalena
- ok. 1585–1588 Portret Rodriga de la Fuenteja
- ok. 1590–1595 Agonija v vrtu - več različic, tista v Toledu v Ohiu je sprejeta kot glavna.
- ok. 1597–1599 Madona z otrokom s sveto Martino in sveto Agnezo
- ok. 1600–1605 Skesani sveti Peter, zbirka Phillips
- ok. 1600–1610 Hieronim kot kardinal – pet različic, pri čemer so tiste v Fricku in Metropolitanu splošno sprejete kot glavne. Tudi Madrid, London.
- ok. 1603–1605 Kronanje Marije, Kraljevi samostan Guadalupe (Španija).
- ok. 1607 Sveta Marija Magdalena